# Rhododendron superbum
Rhododendron superbum är en ljungväxtart. Rhododendron superbum ingår i släktet rododendron, och familjen ljungväxter.

## Underarter
Arten delas in i följande underarter:
- R. s. ibele
- R. s. superbum